# 51번째 주

별 51개짜리 성조기는 51번째 주가 실제로 미합중국에 가입했을 때를 위하여 만들어졌다. 이 기는 여러 지역의 주 편입 지지자가 주 편입의 상징으로 사용되고 있다.

51번째 주는 미국의 정치적 연설에 등장하며, 이미 연방을 구성하고 있는 50개의 주에 추가될 후보로 간주되는 지역을 일컫는 표현이다. 이는 심각한 정치적 배경에 사용되기도 하지만, 미국의 영향력에 따라 행동하는 오스트레일리아, 캐나다 또는 영국과 같은 연방국들을 격식없이 혹은 농담처럼 일컫는 데 종종 사용되기도 한다.
캐나다와 다른 국가 등 미국 바깥에서는 지나친 것으로 인식된 미국의 부정적인 영향력을 뜻하는 것으로 이 용어를 쓴다. 스웨덴에는 이와 비슷한 것으로, 세계에서 가장 미국화된 국가라는 것으로 시작되는 표현이 있다.
1964-68년 베트남전 당시 프랑스 언론들은, 전세계에서 유일한 파병 국가로서 한국을 "미국의 51번째 주"라는 야유 섞인 표현으로 비판하였다.

## 잠재적인 후보들
제2차 세계 대전 문제가 중간에 끼어들지 않았더라면, 오리건주 남부 지방과 캘리포니아주 북부 지방은 각자의 주에서 분리되어 ‘제퍼슨 주’를 형성하게 되었을 것이다. 이는 지금까지도 종종 가능성 있는 51번째 주로 언급되곤 하는데, 알래스카주와 하와이주가 1959년까지는 미국의 주가 아니였다는 것을 고려하면 사실 제퍼슨 주는 미국의 49번째 주가 되었을지도 모른다.
알래스카와 하와이가 편입을 승인받은 뒤로부터, 51번째 주가 생기게 될지에 대해서 많은 의문이 있었다. 가장 후보에 근접한 것은 미국의 자치령인 푸에르토리코와, 워싱턴 컬럼비아 특별구로 생각되며, 뉴욕 시 역시 뉴욕주에서 독립해 나오는 것을 고려하고 있다. 푸에르토리코 인들은 현상 유지를 하는 것보다 미국의 주로 편입하는 것이 더 많은 이득이 있을 것이라고 기대하고 이에 대해 몇 십년동안이나 국민투표를 해오고 있으나, 주 편입에 대한 지지는 점차적으로 늘어나고만 있을 뿐 아직 미국령 편입을 시도할 만큼 충분히 상승하지는 않았다. 이와는 반대로 컬럼비아 특별구의 시민들은 주 편입을 지지하고 있는데, 이에 따른 미합중국 조직의 개편이 필요하게 될 것이다. ‘대표가 없는 곳에는 과세할 수 없다’이라는 구호는 이 운동의 지지자들에 의해 사용되었고, 최근의 컬럼비아 특별구 자동차 번호판에서 찾아볼 수 있다.
그 외에 가능성이 부족하긴 하지만, 괌과 미국령 버진아일랜드 역시 후보로 주장되고 있다. 이 둘은 미국의 자치령이다.

## 흥밋거리

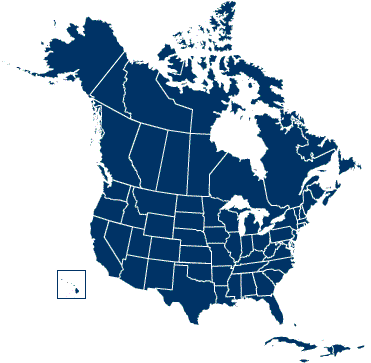
만약, 캐나다와 미국의 주가 합병한다면 주 수는 63주가 될 것이다.

오스트레일리아와 캐나다, 영국은 미국과의 문화적 공통점으로 인해, 이미 농담삼아 미국의 51번째 주라고 불리기도 한다. 어떤 영국인은 진지하게, 영국이 더 많은 부와 권력을 얻기 위해 영국이 미국의 휘하에 들어가는 것을 주장하기도 한다.

## 같이 보기
- 명백한 운명